# Linda McMahon
Linda Marie McMahon (født Linda Marie Edwards; 4. oktober 1948) er en amerikansk forretningskvinde og republikansk politiker. Hun var leder af Small Business Administration under Donald Trump fra februar 2017 indtil april 2019. Sammen med sin mand Vince McMahon har hun desuden drevet World Wrestling Entertainment (WWE) fra 1980 til 2009.
Linda McMahon var aktiv i wrestlingringen fra 1999 til 2001. I denne periode fejdede hun med sin mand, Vince McMahon, fordi han begyndte en affære med wrestleren Trish Stratus.[kilde mangler] I september 2009 forlod hun posten som administrerende direktør i WWE efter 30 år i wrestling-industrien. Hun forsøgte at blive Connecticuts næste senator som republikaner, men tabte.[kilde mangler]